# Абрамов, Николай Павлович
Никола́й Па́влович Абра́мов (23 августа 1908, Бахмут — 5 сентября 1977, Москва) — советский киновед и сценарист.

## Биография
Родился 23 августа 1908 года в Бахмуте. В 1930 году окончил киноотделение Государственного научно-исследовательского института истории искусств в Ленинграде.
В 1934 году совместно с Львом Кулешовым написал сценарий «Бешеные мужики», который не был реализован. В дальнейшем писал сценарии игровых, научно-популярных и анимационных фильмов.
С 1956 года работал научным сотрудником сектора кино Научно-исследовательского института истории искусств.
В 1967 году защитил диссертацию на соискание ученой степени кандидата искусствоведения по теме «Дзига Вертов».
Выступал в печати по вопросам советского и зарубежного кино с 1930 года. Печатался в журнале «Искусство кино», сборниках «Вопросы киноискусства» и др.
В 1960–1964 годах преподавал  на сценарном  отделении Высших курсов сценаристов и режиссёров: читал курс лекций  по истории зарубежного кино и современному зарубежному фильму  .
Умер 5 сентября 1977 года в Москве.

## Фильмография

### Сценарист
- 1935 — Сон в летнюю ночь
- 1939 — Горный марш
- 1954 — Золотая антилопа
- 1956 — Чудесный колодец
- 1957 — Волк и семеро козлят
- 1957 — Сказка о Снегурочке
- 1958 — Лиса и волк
- 1959 — Вернулся служивый домой